# هيكتور فورت
هيكتور فورت غارسيا (مواليد 2 أغسطس 2006) لاعب كرة قدم إسباني يلعب كظهير أيمن مع نادي برشلونة أتلتيك.

## مسيرة الأندية
ولد في برشلونة في كاتالونيا، وقع فورت مع لا ماسيا قادمًا من نادي أنغويرا ليكون لاعبًا لفريق "Juvenil A" في موسم 2022–23 ولعب جميع المباريات الست في دوري أبطال أوروبا للشباب 2022–23. في موسم 2023–24، ظهر فورت لأول مرة مع الفريق الأول في مباراة ودية ضد فيسيل كوبي في 6 يونيو 2023. كان واحدًا من ستة لاعبين ظهروا لأول مرة مع الفريق الأول. بعد تصعيده إلى برشلونة أتلتيك، ظهر فورت لأول مرة مع الفريق في 28 أغسطس 2023 بخسارة الفريق 1-0 أمام نادي لوغرونيس في افتتاح الموسم.
ظهر فورت لأول مرة مع الفريق الأول في 13 ديسمبر 2023 بخسارة الفريق 3-2 خارج الديار أمام رويال أنتويرب في دوري أبطال أوروبا 2023–24.
في 28 مايو 2024، أعلن برشلونة أنه قد توصل إلى اتفاق مع فورت لتمديد عقده ليرتبط بالنادي حتى 30 يونيو 2026.